# گچین پایین
گچین پایین، روستایی در دهستان گچین بخش مرکزی شهرستان بندرعباس در استان هرمزگان ایران است.

## جمعیت
بر پایه سرشماری عمومی نفوس و مسکن در سال ۱۳۹۵، جمعیت این روستا برابر با ۲٬۹۹۶ نفر (۷۵۰ خانوار) بوده است.

## امکانات
روستای گچین پایین دارای امکاناتی نظیر استادیوم فوتبال-سالن ورزشی-مدارس در تمامی مقاطع-درمانگاه-مجتمع دینی-مدرسه حفظ قرآن-پاساژ-رستوران-پمپ بنزین-مرکز بهداشت و... 

## ورزش
در روستای گچین محبوب ترین رشته ورزشی فوتبال است که در این روستا رواج دارد 
گچین پایین دارای یک استادیوم چمن فوتبال که متعلق به باشگاه فرهنگی ورزشی ستاره کارگر هست را دارا می باشد و همچنین دارای چند زمین خاکی فوتبال هم هست
تیم های گچین پایین به شرح زیر هستند: 
ستاره کارگر-ستاره جوان-تعاونی-کشاورز-البدر-پرسپولیس